# Inge Marschall
Inge Marschall (* 4. November 1943 im Gebiet der aufgelösten Tschechoslowakei) ist eine ehemalige Schauspielerin.

## Leben
Inge Marschall arbeitete zunächst als Fotomodell, bevor sie sich Mitte der 1960er Jahre zum Schauspielunterricht entschloss. Einen ihrer ersten Leinwandauftritte hatte sie in dem Streifen Die goldene Pille. Dieser Film, in dem Primanerinnen für die freizügige Abgabe der Anti-Baby-Pille kämpfen, war Teil der deutschen Aufklärungswelle in den 60er Jahren.
Ihre bekannteste Rolle war die der Anita in dem Kultfilm Zur Sache, Schätzchen mit Uschi Glas in der Hauptrolle. Danach spielte sie noch in Filmen wie Die Ente klingelt um halb acht (1968, mit Heinz Rühmann), Ehepaar sucht gleichgesinntes (1969) oder Alter Kahn und junge Liebe (1973, mit Roy Black).
Zuletzt verkörperte sie die Ehefrau von Friedrich Wieck (Rolf Hoppe) in Peter Schamonis preisgekröntem Biopic Frühlingssinfonie, in dem Clara Wieck und Robert Schumann porträtiert werden.
Ihr Fernsehdebüt gab Inge Marschall in dem französisch-italienischen Vierteiler „D'Artagnan“ (Die drei Musketiere). Eine weitere Fernsehrolle hatte sie in der Literaturverfilmung von Hans Falladas Roman Ein Mann will nach oben, dazu kamen Gastauftritte in den Serien Sergeant Berry und Mandara.

## Filmografie
- 1956:	Von der Liebe besiegt
- 1967:	Zur Sache, Schätzchen
- 1968:	Die goldene Pille
- 1968:	Die Ente klingelt um ½ 8
- 1968: Komm nur, mein liebstes Vögelein
- 1968: Paradies der flotten Sünder
- 1969: D’Artagnan: Milady (Fernsehserie)
- 1969:	Ehepaar sucht gleichgesinntes
- 1970:	Atemlos vor Liebe; Regie: Dietrich Krausser
- 1973:	Alter Kahn und junge Liebe
- 1974: Auch ich war nur ein mittelmäßiger Schüler
- 1975:	Sergeant Berry und der Hundert-Dollar-Druck; Regie: Harald Philipp (Fernsehserie)
- 1976:	Ein Fall für Stein: Auf dem Trip; Regie: Herbert Ballmann (Fernsehserie)
- 1977:	Die drei Klumberger; Regie: Wolfgang Teichert
- 1978:	Ein Mann will nach oben
- 1980:	Kreuzfahrten eines Globetrotters; Regie: Claus Peter Witt
- 1982:	Frühlingssinfonie
- 1983:	Mandara (Fernsehserie)
- 1983: Die zweite Frau (Fernsehfilm)
- 1985:	Alte Gauner: Urlaubsgeld (Fernsehserie)
- 1986:	Urlaub auf Italienisch; Regie: Sigi Rothemund
- 1987: Alles aus Liebe: Diesmal passiert's; Regie: Konrad Sabrautzky
- 1993:	Dogs On Wheels; Regie: Felix Dünnemann (Kurzfilm)
- 1997: Der Fahnder (Fernsehserie)